# Marc Valeri Probe
Marc Valeri Probe (en llatí: Marcus Valerius Probus) va ser un militar romà del segle i, nadiu de Beritos (Beirut).
Va intentar pujar graus dins de l'exèrcit, però sense gaire èxit i finalment es va retirar i es va dedicar a la literatura. A la crònica d'Eusebi Escolàstic se l'esmenta com "Probus Berytius eruditissimus grammaticorumn Romae agnoscitur". Va publicar alguns escrits sobre temes de controvèrsia i va deixar un gran nombre d'observacions sobre les antigues formes de llenguatge. L'any 57 va ser reconegut a Roma com un dels més experts gramàtics (potser el més entès).
La tradició li atribueix una obra de gramàtica anomenada Appendix Probi, però actualment hi ha consens que es tracta d'una obra força més tardana.